# 臺灣樟腦局
臺灣樟腦局是臺灣日治時期初期負責管理樟腦專賣事務的機構，正式成立於明治三十三年（1900年）7月24日，由臺北樟腦局升格而來，明治三十四年（1901年）6月1日與臺灣總督府製藥所、臺灣鹽務局一同併入臺灣總督府專賣局，業務由該局腦務課繼承。

## 沿革
臺灣於日治時期初期，因樟腦業易因牽扯外商引發國際糾紛，樟腦價格上揚也使得有劣質樟腦業者有濫伐、濫製、偷斤減兩及走私的行徑，於是臺灣總督府有了進行樟腦專賣的計劃。明治三十二年（1899年）6月23日實行〈臺灣樟腦局官制〉後，成立臺北、新竹、苗栗、臺中、林圯埔、羅東六個樟腦局，隸屬在民政部殖產課之下，各局置局長一人，其中除了羅東樟腦局是在該年8月1日開局運作外之外，其餘都是在該年7月1日便開始運作。其概況如下：
| 名稱         | 位置         | 管轄區域                                                                                 | 業務                   |
| ------------ | ------------ | ---------------------------------------------------------------------------------------- | ---------------------- |
| 臺北樟腦局   | 臺北縣臺北   | 臺北、三角湧、景尾、桃仔園、滬尾、基隆、水返腳、頂雙溪、新埔辨務署轄區內                 | 以儲存樟腦及樟腦油為主 |
| 新竹樟腦局   | 臺北縣新竹   | 新竹辨務署轄區內                                                                         | 以儲存樟腦及樟腦油為主 |
| 苗栗樟腦局   | 臺中縣苗栗   | 苗栗、大甲辨務署轄區內                                                                   | 只儲存樟腦及樟腦油     |
| 臺中樟腦局   | 臺中縣臺中   | 臺中、梧棲港、彰化、鹿港、北斗、員林、埔里社辨務署及南投辨務署之南投堡、北投堡、沙連下堡 | 只儲存樟腦及樟腦油     |
| 林圯埔樟腦局 | 臺中縣林圯埔 | 斗六、北港辨務署、南投辨務署之集集堡、臺南縣                                             | 只儲存樟腦及樟腦油     |
| 羅東樟腦局   | 宜蘭廳羅東   | 宜蘭廳、臺東廳                                                                           | 專門製造樟腦及樟腦油   |

後來因其組織不足以應付事務，而六局之中臺北樟腦局雖然在制度上與其他五局是對等地位，但實務上已不然，遂進行制度調整。明治三十三年（1900年）7月24日公告修改過的官制後，臺北樟腦局改為臺灣樟腦局本局，隸屬於臺灣總督，其內部設有局長官房、專賣課、製造課、會計課，職員有局長一人（總督府敕任官充任）、專任事務官三人（奏任）、專任技師二人（奏任）、專任書記六十九人（判任）、專任技手三十五人（判任）。本局之外設有支局，設有支局長一人，由事務官、技師或書記充任。各支局概況如下：
| 名稱       | 位置         | 管轄區域                     |
| ---------- | ------------ | ---------------------------- |
| 新竹支局   | 臺北縣新竹   | 新竹辨務署轄區內             |
| 苗栗支局   | 臺中縣苗栗   | 苗栗辨務署轄區內             |
| 臺中支局   | 臺中縣臺中   | 臺中、彰化、北斗、南投辨務署 |
| 林圯埔支局 | 臺中縣林圯埔 | 斗六、北港辨務署、臺南縣     |
| 羅東支局   | 宜蘭廳羅東   | 宜蘭廳、臺東廳               |

而後為了要有一單位負責監督樟腦再製業務與掌理再製樟腦儲存、製造、販賣業務的事宜，遂在日本神戶設立神戶出張所，於明治三十三年（1900年）9月1日開始運作。
但改制後不到一年，為了統整各專賣事業，臺灣總督府向中央提出〈臺灣總督府專賣所官制〉案，通過後於該年5月23日以敕令116號公布〈臺灣總督府專賣局官制〉，之後於該年6月1日刊載於臺灣總督府府報上且同日於府報上公告〈臺灣總督府專賣局分課規程〉後，臺灣樟腦局併入專賣局，業務由該局的腦務課繼承，而原有的支局除了羅東支局外，其他支局與神戶出張所都改制為專賣局的支局。